# Bolok
Bolok is een bestuurslaag in het regentschap Kupang van de provincie Oost-Nusa Tenggara, Indonesië. Bolok telt 2473 inwoners (volkstelling 2010).